# 1961 no teatro

## Eventos
- Fundação do Teatro Moderno de Lisboa

## Nascimentos
| Data           | Nome              | Profissão                                                                           | Nacionalidade  | Observações | Ref |
| -------------- | ----------------- | ----------------------------------------------------------------------------------- | -------------- | ----------- | --- |
| 21 de Março    | Matthew Broderick | ator                                                                                | Estados Unidos |             |     |
| 23 de maio     | Gerson Steves     | ator, dramaturgo e diretor teatral                                                  | Brasil         |             |     |
| 2 de julho     | Leonor Alcácer    | actriz e encenadora                                                                 | Portugal       |             |     |
| 4 de Agosto    | Carla Pompeu      | pintora, cenógrafa, figurinista, escritora, diretora e produtora de cinema e teatro | Brasil         | m. 2008     |     |
| 14 de Novembro | D.B. Sweeney      | ator de teatro, cinema e televisão                                                  | Estados Unidos |             |     |

## Mortes
| Data        | Nome        | Profissão | Nacionalidade | Observações | Ref |
| ----------- | ----------- | --------- | ------------- | ----------- | --- |
| 12 de Março | Belinda Lee | atriz     | Inglaterra    | n. 1935     |     |